# وادي بيشة
وادي بيشة وادٍ يقع في جنوب غرب شبه الجزيرة العربية في منطقة عسير بالمملكة العربية السعودية، ينبع من جنوب مدينة خميس مشيط ويصب في شرق رنية، يعتبر من روافد وادي الدواسر، تقع عليه مدينة بيشة الحالية.

## أهم روافده
- وادي هرجاب
- وادي عياء
- وادي تبالة
- وادي ترج[1]